# Leptoderris claessensii
Leptoderris claessensii är en ärtväxtart som beskrevs av De Wild. Leptoderris claessensii ingår i släktet Leptoderris och familjen ärtväxter. Inga underarter finns listade i Catalogue of Life.